# Le Christ et la Vierge intercédant en faveur de l'humanité
Le Christ et la Vierge intercédant en faveur de l'humanité  est une  peinture de Gherardo di Giovanni del Fora  datant des environs de 1490, conservée au musée des beaux-arts de Montréal.

## Histoire
Ce tableau  de Gherardo di Giovanni del Fora peintre  de l'entourage de Domenico Ghirlandaio, fut acheté par le musée grâce aux bénéfices financiers du fonds  John W. Tempest et entra en 1953 dans la collection Art international ancien et moderne du MBAM, maintenant installé dans le Pavillon pour la Paix Michal et Renata Hornstein au niveau 4, soit la nef du Moyen Âge.

## Iconographie
Intercesseurs dans les moments où les maladies et épidémies se répandent, interprétées comme punition divine, Jésus et la Vierge Marie sont appelés à défendre la cause humaine auprès du Dieu de colère.
Un intercesseur plus terrestre (un saint local ou populaire) peut être témoin de la scène de l'apparition de Dieu le père et du Saint-Esprit dans les cieux ; la Sainte Trinité est alors présente car complète dans ce thème de l'iconographie chrétienne.
La présence de l'humanité est révélée par des personnages représentant le peuple et l'aristocratie (touchés par la maladie sans distinction de classe), et les détails reconnaissables d'un paysage proche des lieux de la contagion.

## Description
Sur un parapet élevé partageant la composition horizontalement par son milieu, un Christ vêtu de rouge à gauche dévoile un corps musculeux, agenouillé, montrant sa blessure au flanc,  le regard tourné vers Dieu le père apparaissant dans un oculus porté par un nuage dans les cieux et envoyant vers lui un nimbe doré portant la colombe du Saint-Esprit. Du côté droit la Vierge porte  la main sur l'épaule d'une figure noble agenouillée  en orant, habillée de rouge, accompagnée de deux enfants portant des peaux de bêtes. Elle tend également le regard vers le spectateur dévoilant le sein qui a nourri le Christ.
Au-delà du muret du parapet, un paysage détaillé est visible sur un fond de montagnes bleutées : des rochers escarpés à droite, une colline boisée et des champs cultivés à gauche, un lac et une ville fortifiée au centre.
Devant le parapet, un saint  en habit monacal clair  (cistercien ?), a le regard tourné vers le spectateur,  invoquant un texte pointé du doigt affiché sur un rouleau savamment déroulé devant la scène (texte imprécis).

## Analyse
L'humanité, représentée par les petites figures entre la Christ et la Vierge, invoque  la perspective inversée et  signifiante médiévale de l'humilité terrestre vis-à-vis du céleste.
Le saint est probablement Bernard de Clairvaux (le sein de la Vierge appelle La Lactation de saint Bernard).